# Theodor Liebisch
Theodor Liebisch (Breslau, 29 de abril de 1852 – Berlim, 9 de fevereiro de 1922) foi um mineralogista e cristalografista alemão.

## Biografia
Liebisch obteve um doutorado em geologia na Universidade Breslau, com uma tese sobre magmatitas. Em 1875 foi curador do Museu de Mineralogia da Universidade de Berlim, onde foi em 1878 Privatdozent de mineralogia. Em 1880 foi professor em Breslau, em 1883 em Greifswald e em 1884 em Königsberg. Em 1887 foi chamado como professor para Göttingen, onde Arnold Sommerfeld foi em tempo parcial seu assistente. Em 1891 foi publicado seu livro Physikalische Kristallographie em Leipzig. Em 1908 foi professor na Universidade de Berlim.
Foi membro da Academia de Ciências de Göttingen e da Academia de Ciências da Prússia.
Com os matemáticos Arthur Moritz Schoenflies e Otto Mügge escreveu o artigo Kristallographie na Encyklopädie der mathematischen Wissenschaften.
Max Berek foi um de seus alunos de doutorado.